# Welcome to Estonia
"Welcome to Estonia" (укр. Ласкаво просимо до Естонії) — бренд і слоган, створений для міжнародного маркетингу в Естонії, розроблений в 2002 році англійською компанією Interbrand Newell і Sorrell Ltd. Творчим керівником був Маркстін Адамсон, а проект координував Евелін Інт-Ламбоn (пізніше Евелін Ільвес). 
Бренд отримав як критику, так і схвалення. Розробка коштувала 13 мільйонів естонських крон. Згідно з дослідженням Emor, у 2015 році лише 4% компаній використовували марку "Made in Estonia" або "Welcome to Estonia" під час експорту свого товару чи послуги. До 2015 року 2% припинили його використання. 